# Innerer Neustädter Friedhof

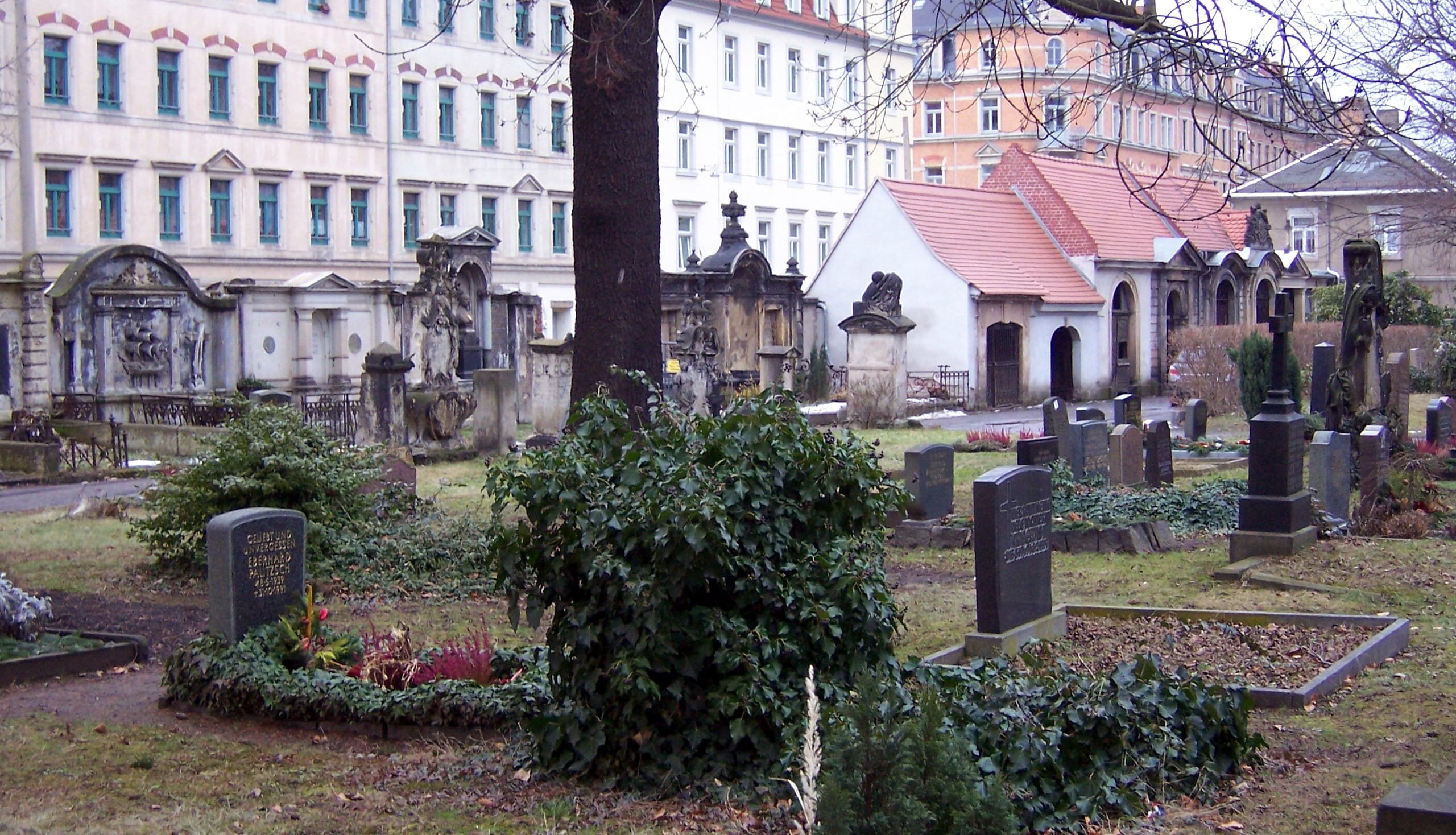
Innerer Neustädter Friedhof mit Blick auf das älteste 1. Land

Der Innere Neustädter Friedhof zählt zu den ältesten Friedhöfen Dresdens und befindet sich südlich des Bischofsplatzes in der Leipziger Vorstadt. Der Name verweist auf die ursprüngliche Lage des Friedhofs innerhalb der Dresdner Festungsanlagen. Durch zahlreiche erhaltene barocke Grabstätten zählt der Innere Neustädter Friedhof zu den kulturhistorisch besonders interessanten Dresdner Friedhöfen.

## Geschichte

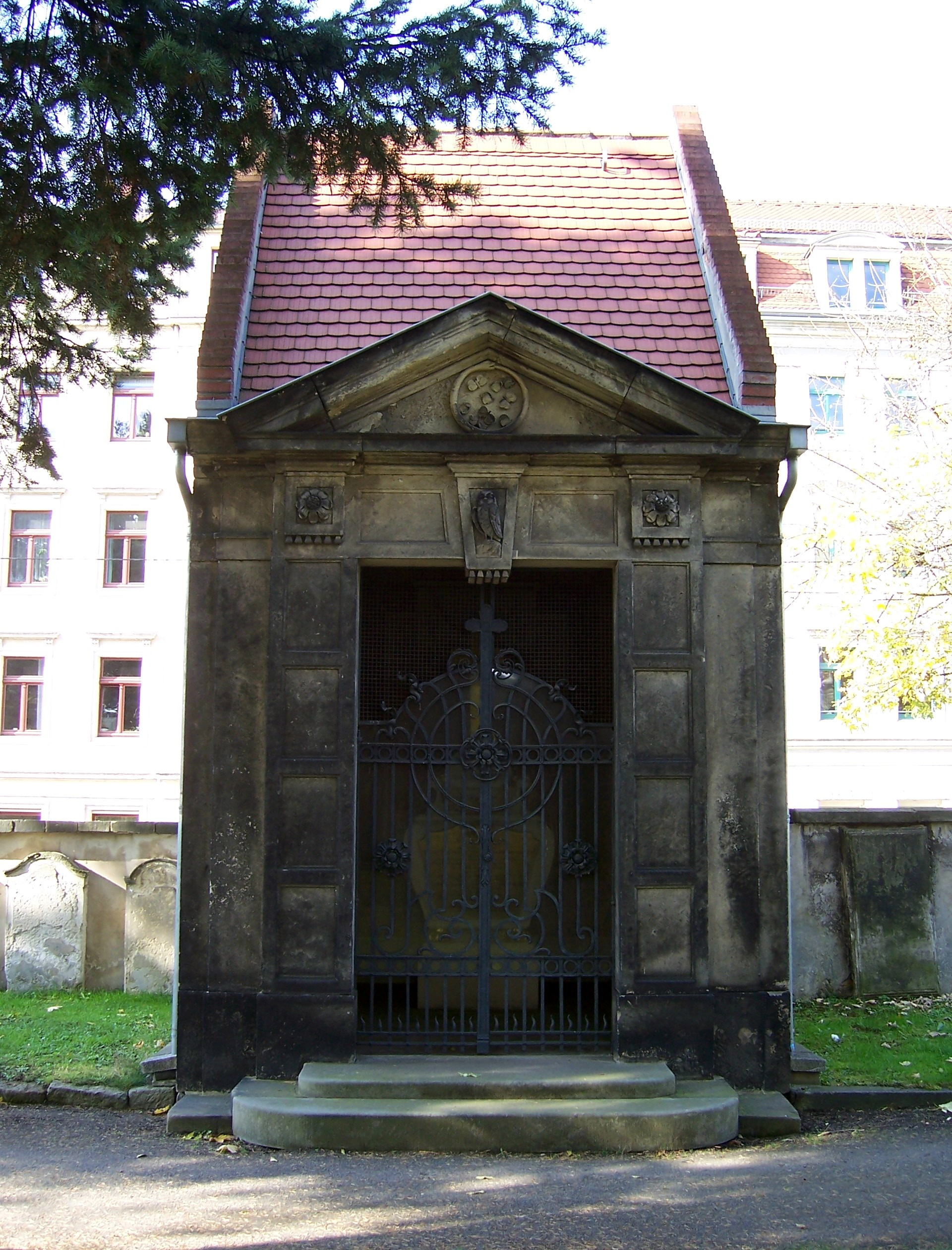
Knöfflers Familiengruft

Der Innere Neustädter Friedhof befand sich ursprünglich an der Stelle der heutigen Dreikönigskirche und diente als Friedhof für die Bewohner Altendresdens. Bereits im 16. Jahrhundert wurde aus Platzgründen eine Verlegung des Friedhofs in das Scheunenhofviertel erwogen, die jedoch erst 1731 im Zuge des Neubaus der Dreikönigskirche realisiert wurde. Der Innere Neustädter Friedhof wurde auf der heutigen Friedensstraße, damals außerhalb der Stadtmauern, angelegt, wobei auch einige wenige bedeutende Gräber des „Dreikönigsfriedhofs“ auf den Inneren Neustädter Friedhof umgesiedelt wurden. Den Grundplan des neuen Friedhofs entwarf der Architekt Johann Georg Maximilian von Fürstenhoff, die erste Beisetzung fand 1732 im heute als 1. Land bezeichneten Areal statt, das direkt über den Haupteingang an der Friedensstraße betreten werden kann.

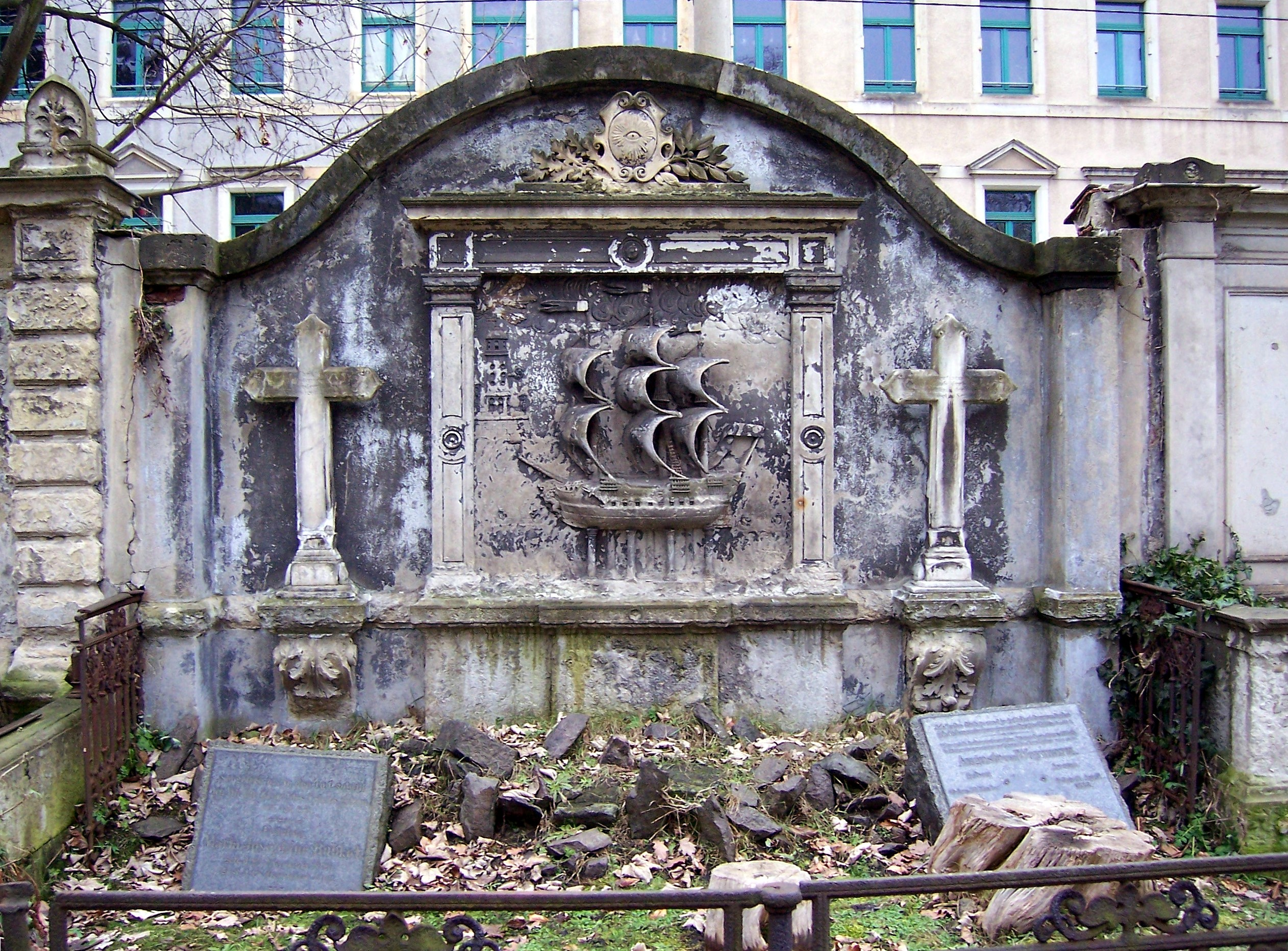
Wandgrab des Johann von Armstrong vor der Restaurierung

Im 1. Land befinden sich eine Vielzahl barocker Grabsteine. An der westlichen Friedhofsmauer entstanden zudem 17 barocke Grufthäuser, wie die Familiengruft des Bildhauers Johann Gottfried Knöffler. Die Grabstätte des 1869 verstorbenen kaiserlich-russischen Wirklichen Staatsrats Johann (Iwan) von Armstrong, die ein aufwändig gestaltetes Schiff zeigt, zählt zu den künstlerisch bedeutendsten Wandgräbern des Friedhofs.
Eine erste Erweiterung des Friedhofs wurde während des Siebenjährigen Krieges 1759, nach Osten gehend, vorgenommen und bildet heute das sogenannte 2. Land, auf dem sich hauptsächlich Gräber aus dem 19. Jahrhundert befinden. Es ist vom 1. Land durch eine durchbrochene Zwischenmauer getrennt.
Im Zuge der Industrialisierung und des damit verbundenen Bevölkerungswachstums in den Städten erfolgte 1846 eine zweite Erweiterung, die heute als 3. Land bezeichnet wird und direkt über den Eingang am Bischofsplatz betreten werden kann. Das 3. Land mit Gräbern aus dem 20. Jahrhundert ist vom 2. Land ebenfalls durch eine durchbrochene Zwischenmauer abgeteilt. Das 3. Land wurde 2015 beschränkt geschlossen. Es werden keine neuen Nutzungsrechte mehr verliehen. Heute hat der Innere Neustädter Friedhof mit einer Fläche von rund 3,5 Hektar das Dreifache seiner ursprünglichen Größe erreicht.
Der Friedhof wird auch heute noch für Begräbnisse genutzt. Durch das Alter zahlreicher Grabstätten, die teilweise Denkmalcharakter haben, ist in zunehmendem Maße auch der Erhalt bedeutender Grabstätten von großer Bedeutung. Viele der alten Grabstellen sind vom Verfall bedroht bzw. bereits stark beschädigt. Der massive alte Baumbestand, der sich vermutlich aus den Grabbepflanzungen selbst entwickelte, führt zudem durch starke Verwurzelung zu Schäden an alten Grabstätten. Die „Initiative Innerer Neustädter Friedhof“ engagiert sich seit 2008 für eine schrittweise Sicherung und Restaurierung wichtiger Grabstätten.

## Grabstätten

### Persönlichkeiten

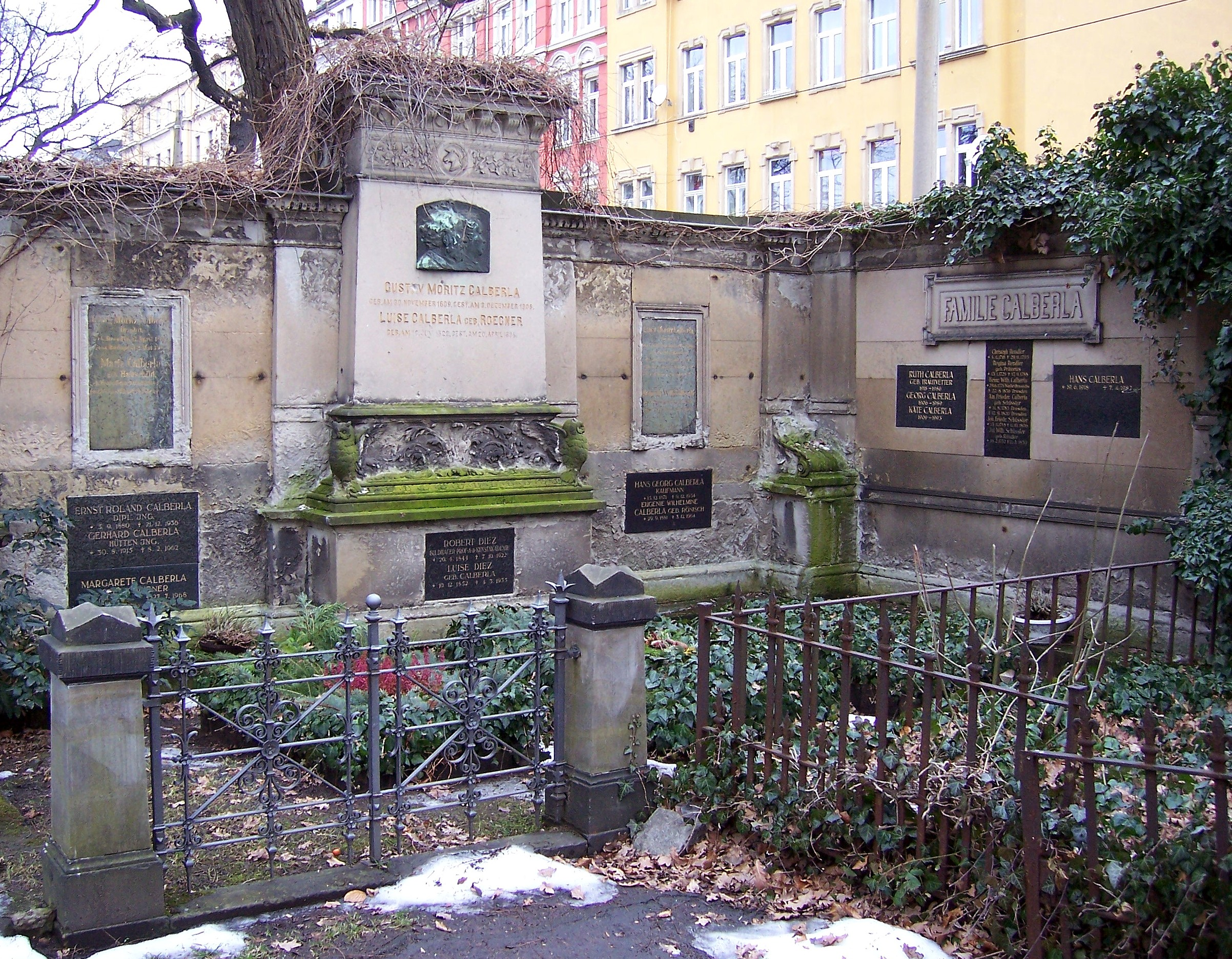
Grab des Bildhauers Robert Diez

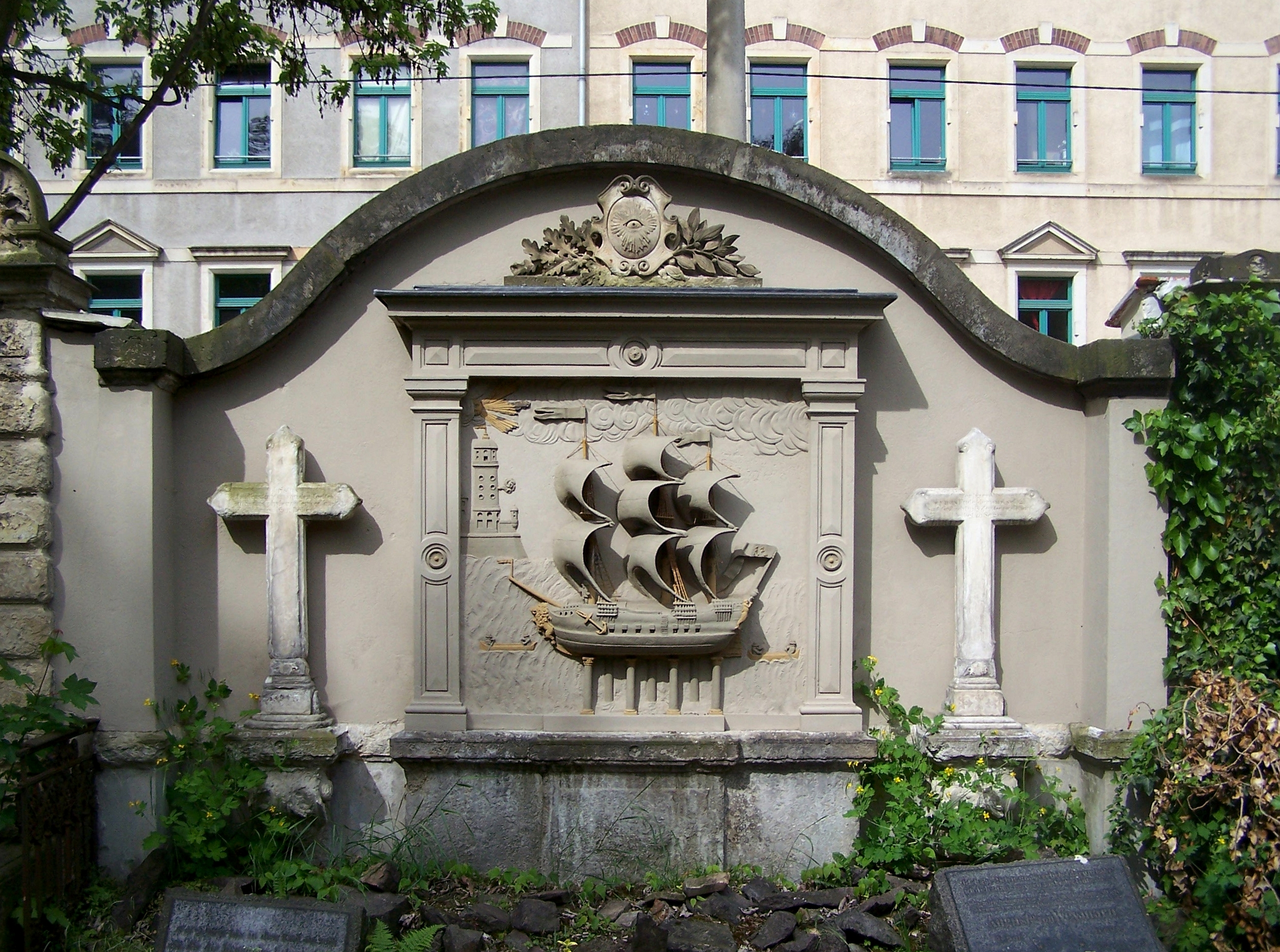
Epitaph von Armstrong, Grabstätte Auguste Formes’, Zustand seit der Restaurierung von 2009

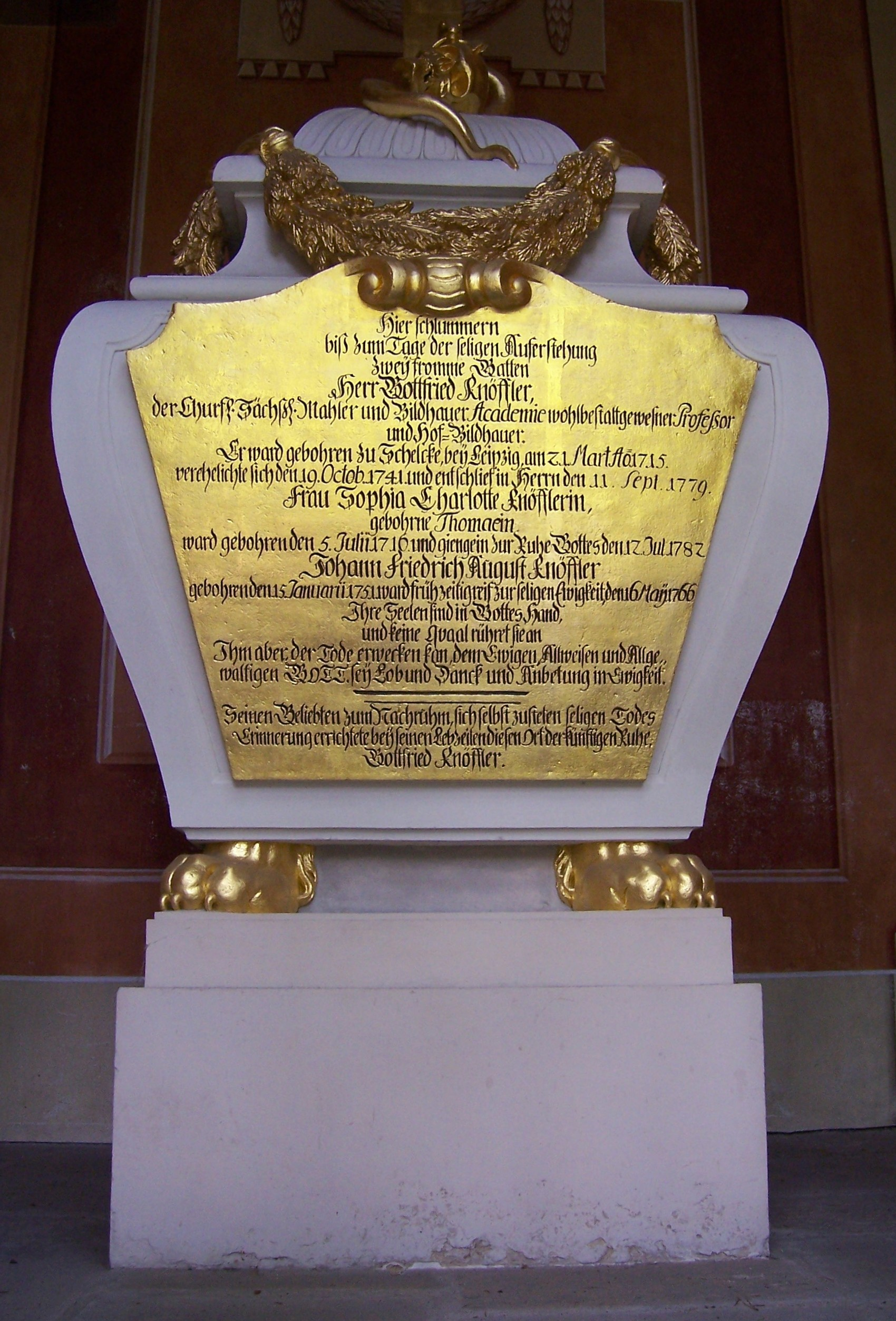
Grab Johann Gottfried Knöfflers

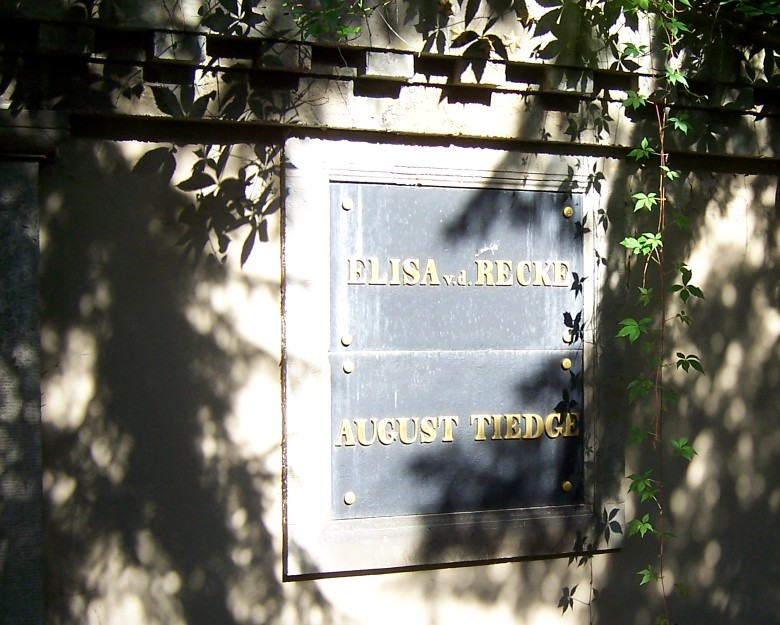
Gemeinschaftsgrab von Elisa von der Recke und Christoph August Tiedge

- Heinrich von Abendroth (1819–1880), Schriftsteller
- Johann Christoph Adelung (1732–1806), Bibliothekar, Lexikograph und Germanist (ohne Grabstein, Lage unbekannt)[3]
- Friedrich Ludwig Aster (1732–1804), Kartograph
- Woldemar von Beust (1818–1898), Kreishauptmann
- Traugott Andreas Biedermann (1743–1814), Politiker
- Karl Wilhelm Daßdorf (1750–1812), Bibliothekar
- Robert Diez (1844–1922), Bildhauer (im Familiengrab von Heinrich Wilhelm Calberla, Besitzer der Calberlaschen Zuckersiederei, 3. Land)
- Christian August Gottlob Eberhard (1769–1845), Dichter und Schriftsteller (2. Land)
- Friedrich Adolf Ebert (1791–1834), Bibliothekar und Bibliograph (2. Land)
- Christian Friedrich Exner (1718–1798), Baumeister
- Johann Christian Feige (1689–1751), Bildhauer
- Wolf Christoph Friedrich von Felgenhauer (1726–1809), General der Infanterie
- Carl August Fischer (1828–1892), Komponist
- Auguste Formes (1831–1888), Hofschauspielerin
- Hugo Garten (1817–1893), Generalmajor
- Franz Eduard Gehe (1797–1875), Jurist
- Karl von Gersdorff (1765–1829), Generalleutnant
- Edmund Goetze (1843–1920), Philologe
- Emil Grützner (1841–1888), Industrieller
- Hermann Haberland (1837–1903), Generalleutnant
- Erich Haenel (1875–1940), Kunsthistoriker (3. Land)
- Max von Hausen (1846–1922), sächsischer Kriegsminister (2. Land)
- Johann Baptista Joseph Hirsch (1770–1822), Hauptmann (nicht erhalten)
- Gottfried Jordan (1791–1860) und August Friedrich Timaeus (1794–1875), Schokoladenfabrikbesitzer (2. Land)
- Julius Ludwig Klee (1807–1867), Sprachwissenschaftler
- Johann Gottfried Knöffler (1715–1779), Bildhauer (1. Land)
- Hans Körnig (1905–1989), Maler und Grafiker (1. Land)
- Friedrich Küchenmeister (1821–1890), Mediziner und Mitentwickler des ersten Krematoriums (1. Land)
- Friedrich Kummer (1865–1939), Literaturhistoriker (2. Land)
- Karl Theodor Kunz (1791–1863), Ingenieur (nicht erhalten)
- Johannes Lange (1891–1938), Psychiater (3. Land)
- Samuel Locke (1710–1793), Architekt (1. Land)
- Richard von Meerheimb (1825–1896), Schriftsteller
- Jürgen Mehlhorn (1952–2016), Architekt (1. Land)
- Karl Mehnert (1811–1885), Politiker
- Paul Mehnert (1852–1922), Politiker
- Max Neumeister (1849–1929), Forstwissenschaftler (3. Land)
- Gustav Nieritz (1795–1876), Schriftsteller (1. Land)
- Hans Leo von Oppell (1846–1915), Kammerherr und Rittmeister (1. Land)
- Hans Ludwig von Oppell (1800–1876), Polizeidirektor und Gründer des Hechtviertels (1. Land)
- Melitta Otto-Alvsleben (1842–1893), Opernsängerin
- Curt von Raab (1834–1908), General
- Elisa von der Recke (1754–1833), Schriftstellerin (2. Land)
- Wilhelm August Roth (1833–1892), Arzt (2. Land)
- Carl Friedrich von Rumohr (1785–1843), Kunsthistoriker, Schriftsteller, Zeichner und Maler, Agrarhistoriker, Gastrosoph, Kunstsammler und Mäzen (3. Land)
- Christiane Karoline Schlegel (1739–1833), Schriftstellerin (2. Land)
- Paul Schreiber (1848–1924), Meteorologe
- Christian August Semler (1767–1825), Schriftsteller
- Adolf Senfft von Pilsach (1816–1897), General
- Paul Siemen (1797–1865), Erbauer des Artesischen Brunnens am Albertplatz (2. Land)
- Carl Spitzner (1831–1899), Arzt und Porzellansammler (1. Land)
- Adolf Stern (1835–1907), Literaturhistoriker und Dichter (1. Land)
- Ferdinand Stolle (1806–1872), Schriftsteller
- Emil Sulze (1832–1914), Pfarrer
- Johann Alexander Thiele (1685–1752), Maler
- Johann Benjamin Thomae (1682–1751), Kunsttischler und Bildhauer (1. Land)
- Christoph August Tiedge (1752–1841), Schriftsteller (2. Land)
- Friedrich August Trenkler (1836–1910), Dirigent
- Ernst Gustav Vogel (1797–1874), Bibliograf
- Hermann Walther (1815–1871), Arzt (2. Land)
- Otto Wanckel (1820–1912), Baumeister
- Hansfritz Werner (1894–1959), Zeichner und Bildhauer
- Karl Aemilius von Werthern (1774–1829), Jurist
- Paul Wiesand (1836–1901), Reichsgerichtsrat
- Heinrich Wilhelm von Zeschau (1760–1832), Generalleutnant
- Ferdinand von Zschinsky (Familiengruft) (1797–1858), sächsischer Innenminister und Ehrenbürger Dresdens  (2. Land)
- Adam Friedrich Zürner (1679–1742), Kartograph

Gestalterisch interessant ist im 2. Land das Grab von Julie Vogel, der Ehefrau des Malers Carl Christian Vogel von Vogelstein. Ihre Grabplastik wurde von Franz Pettrich geschaffen. Die „Gedenkstätte sächsischer Heimatschutz“ erinnert an den Gründer des Landesvereins Sächsischer Heimatschutz Karl Schmidt und seine Mitarbeiter Oswald Hempel und Werner Schmidt (1868–1952).
Auf dem 3. Land befindet sich zudem das Grab von Bertha und Johann von Vieth, der Eltern des Schriftstellers Ludwig Renn.

### Kriegsgräber
- 22 zivile Luftkriegstote von den Angriffen auf Dresden 1944 und 1945, in Einzel- und Sammelgräbern
- 11 von der Roten Armee im Mai 1945 erschossene Zivilisten in einer Sammelgrabanlage[4]

## Der „Dresdner Totentanz“

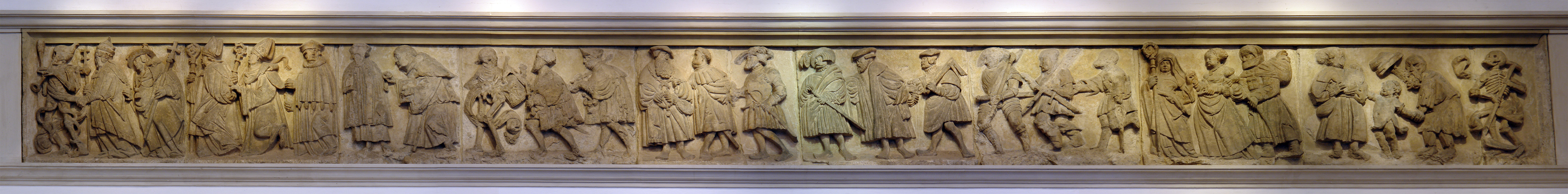
Der „Dresdner Totentanz“

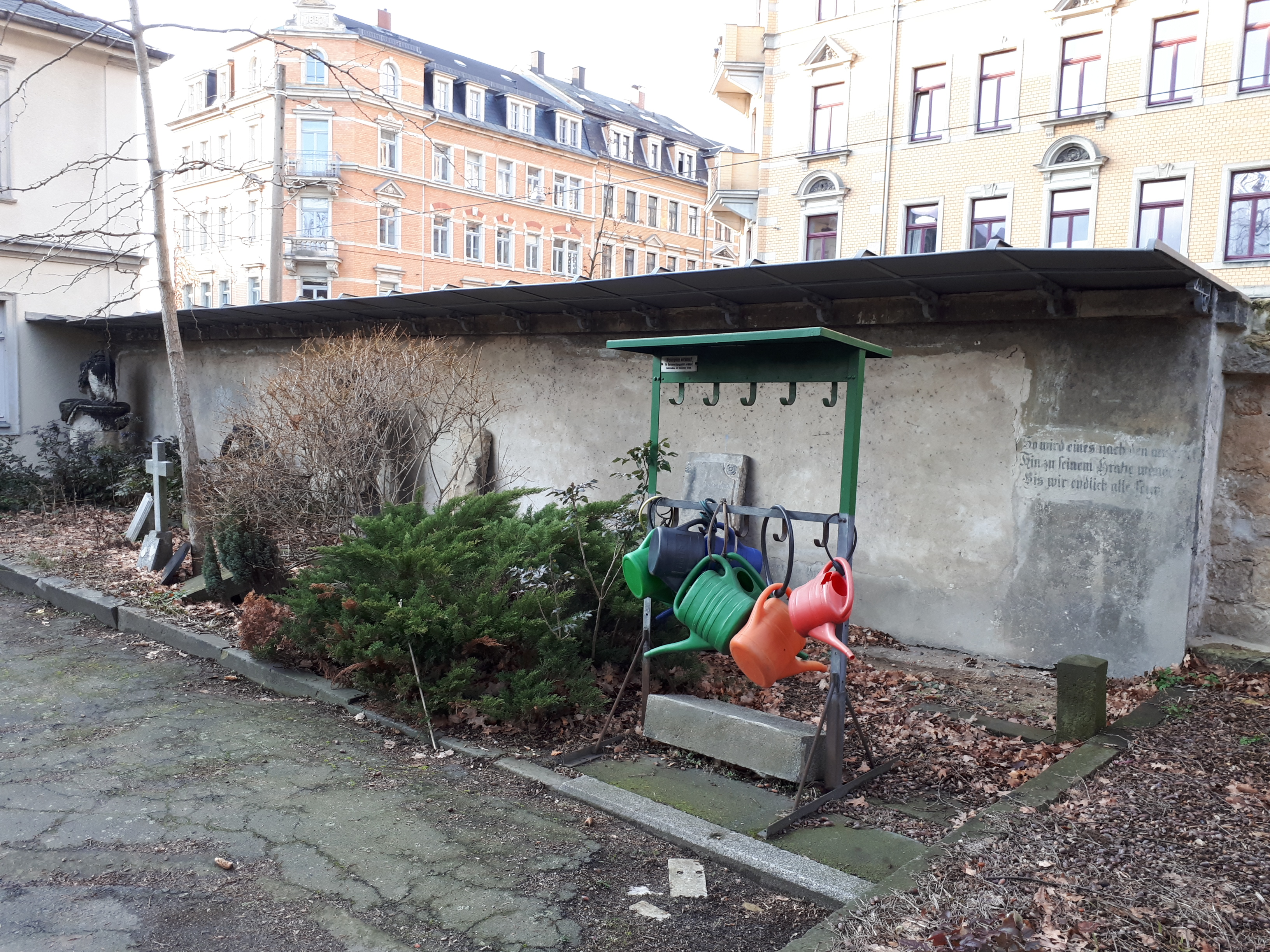
Ehemaliger Standort des „Dresdner Totentanzes“ auf dem Friedhof

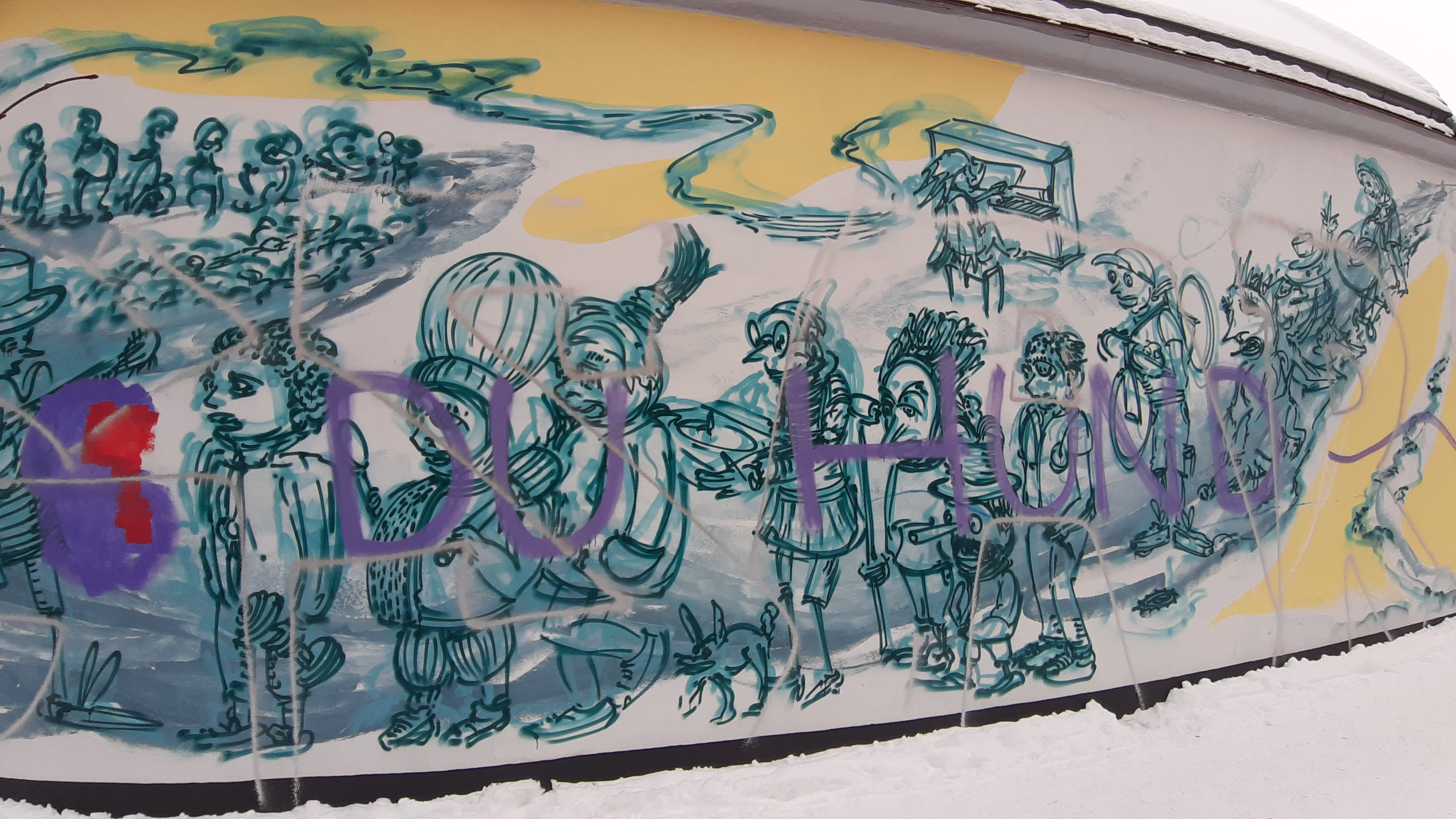
Tanz der Lebenden

Der Dresdner Totentanz befand sich von 1731 bis 1975 an der Nordmauer des Inneren Neustädter Friedhofs. Das Relief wurde von Christoph Walther I um 1535 geschaffen und zeigt 27 Figuren, darunter drei Darstellungen des Todes. Es hat eine Länge von 12 Metern und eine Höhe von 1,20 Meter.
Von seinem ursprünglichen Platz am alten Georgentor gelangte der Fries als Schenkung Augusts des Starken in den Besitz der Dreikönigsgemeinde, die ihn erst auf dem „Dreikönigsfriedhof“ und ab 1731 auf dem Inneren Städtischen Friedhof an der Nordmauer anbrachte. Aufgrund starker Witterungsschäden wurde der „Dresdner Totentanz“ im Jahr 1975 abgenommen und fand 1991 unter der Orgelempore der Dreikönigskirche seinen endgültigen Platz.
Im Dezember 2020 wurde an westlichen Außenmauer des Inneren Neustädter Friedhofs durch den Streetart-Künstler Jens Besser ein Graffiti mit dem Titel „Tanz der Lebenden“ unter Verwendung von Motiven des „Dresdner Totentanzes“ angebracht. Der Stadtbezirksbeirat Neustadt unterstützte das Vorhaben mit 17.200 Euro. Kurz nach der Erstellung wurde das Bild durch Schmierereien beschädigt.